# Richard Tiedt
Richard Johann Carl Tiedt (* 30. August 1874 in Plath (Lindetal); † nach 1918) war ein deutscher Landwirt und Politiker.

## Leben
Tiedt war Dominialbauer und Schulze in Plath. Er gehörte für die DDP der Verfassunggebenden Versammlung von Mecklenburg-Strelitz an. In den ersten ordentlichen Landtag kam er als Nachrücker und gehörte auch dem zweiten ordentlichen Landtag an, zuletzt als Mitglied der Fraktion der Wirtschaftlichen Vereinigung. Tiedt war der Schwager des Abgeordneten Franz Radloff.